# Атьєнса
Атьєнса (ісп. Atienza) — муніципалітет в Іспанії, у складі автономної спільноти Кастилія-Ла-Манча, у провінції Гвадалахара. Населення — 472 особи (2010).
Муніципалітет розташований на відстані близько 110 км на північний схід від Мадрида, 70 км на північ від Гвадалахари.
На території муніципалітету розташовані такі населені пункти: (дані про населення за 2010 рік)
- Альпедрочес: 2 особи
- Атьєнса: 453 особи
- Бочонес: 5 осіб
- Касільяс: 5 осіб
- Мадрігаль: 7 осіб

## Демографія
Динаміка населення (INE ):

## Галерея зображень

Розташування муніципалітету у провінції Гвадалахара
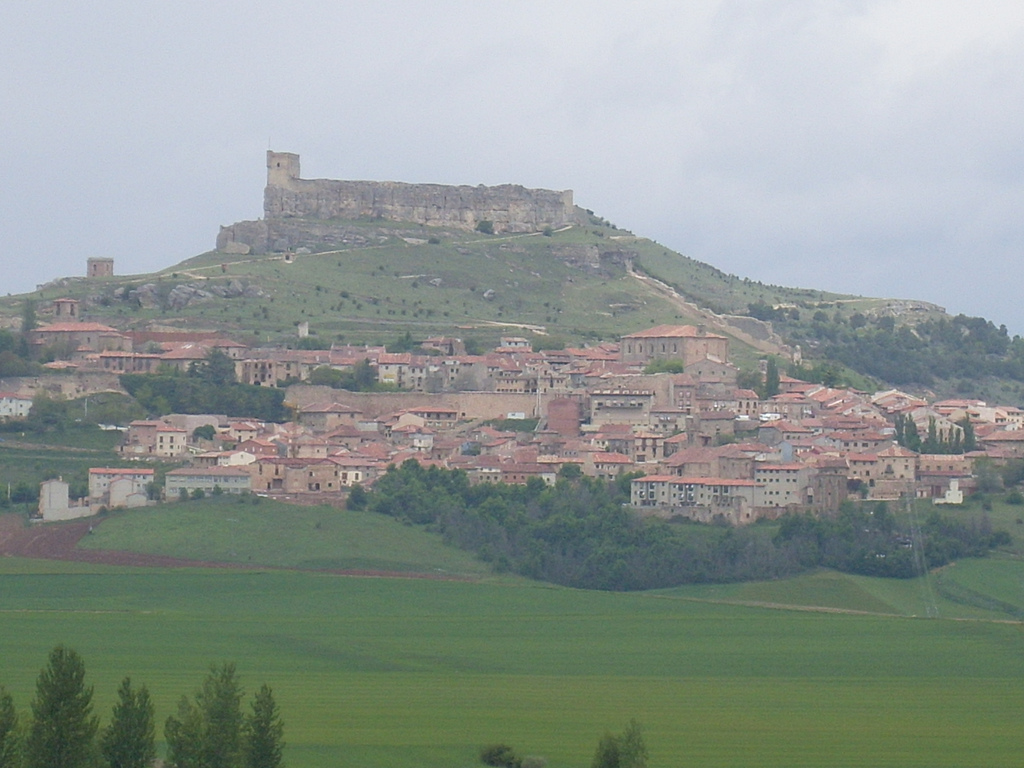
Атьєнса
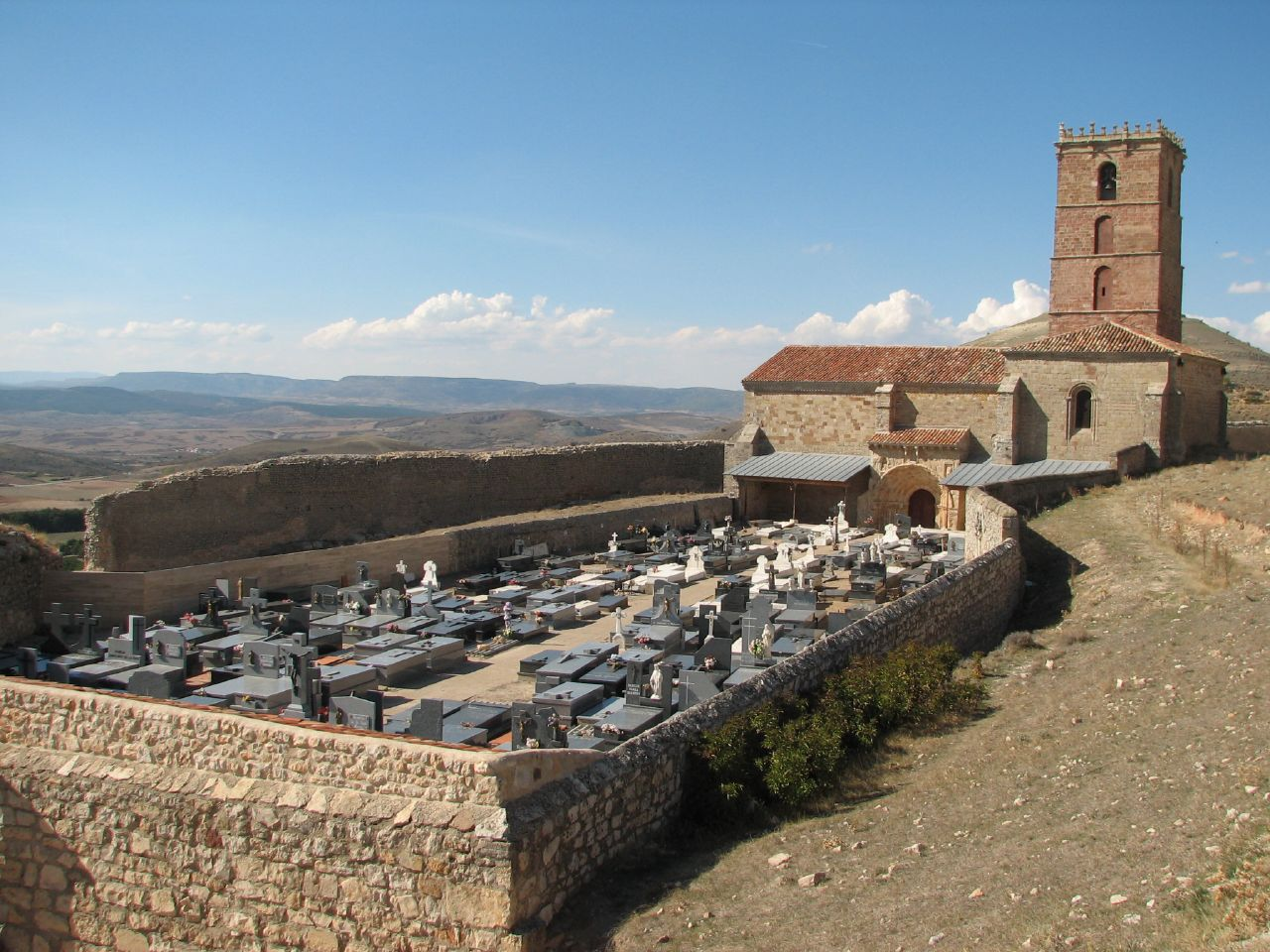
Цвинтар і церква Санта-Марія-дель-Рей
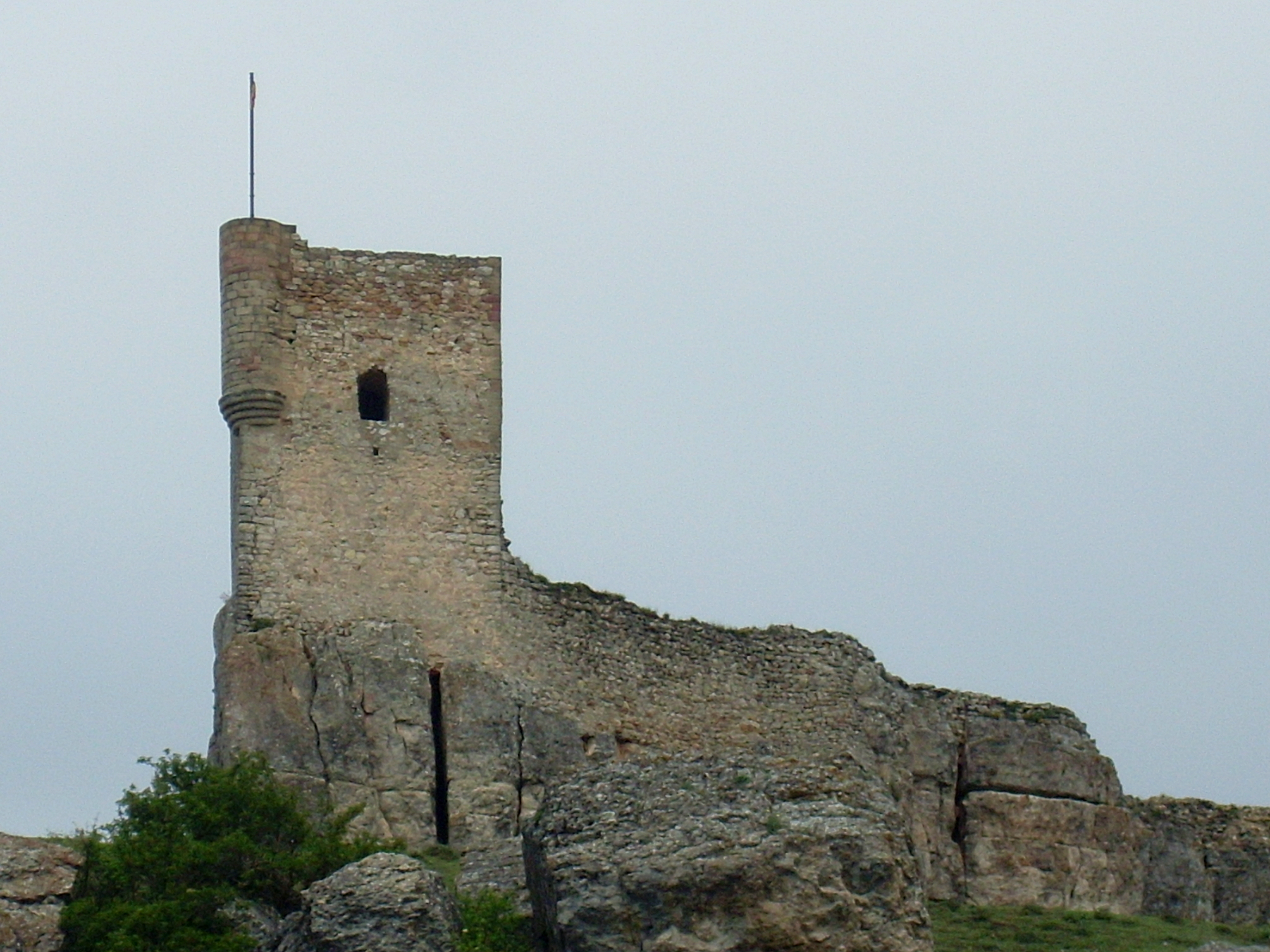
Замок Атьєнси
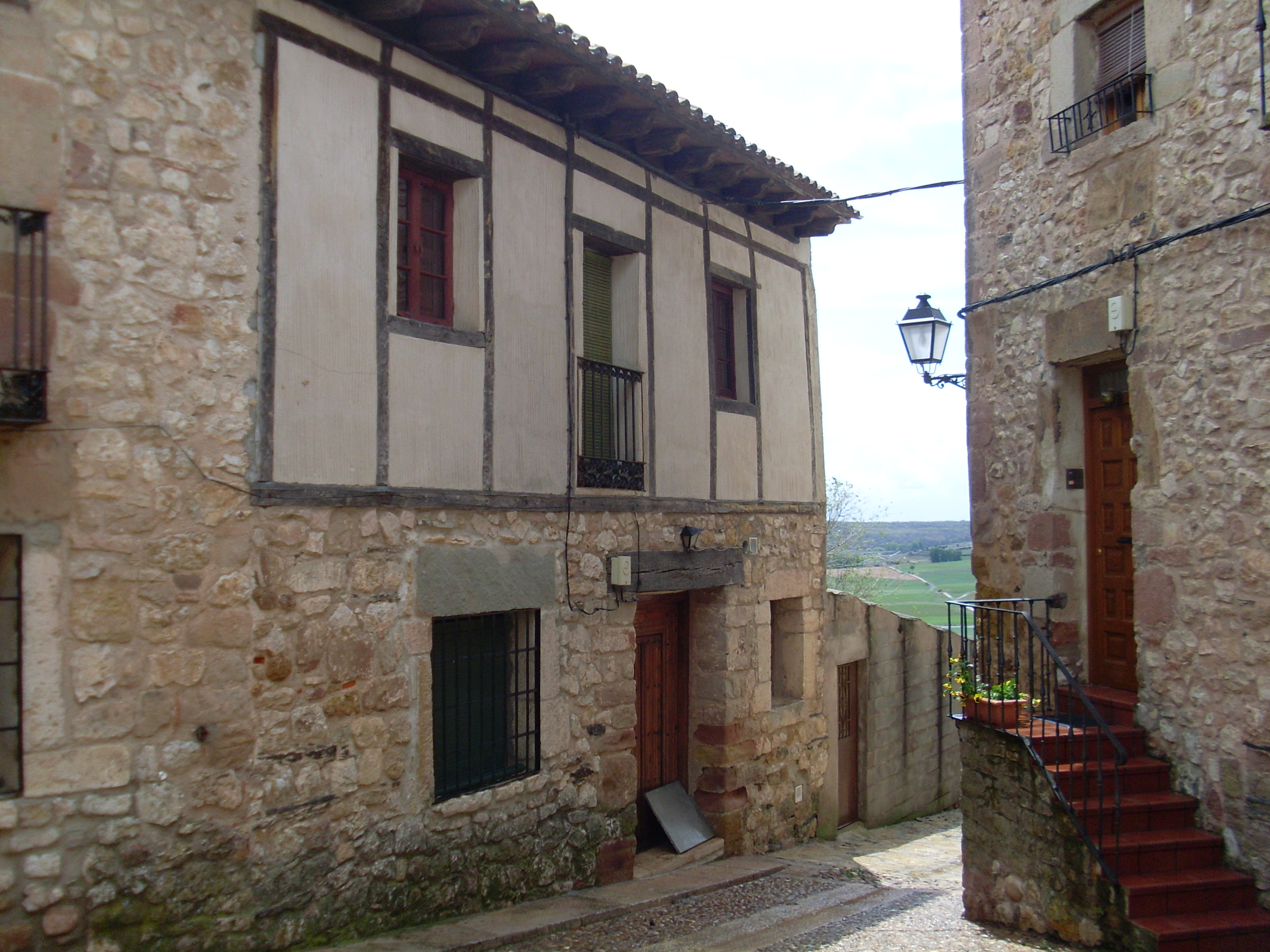
Вулиця